# 세르게이 체르네츠키
세르게이 비탈리예비치 체르네츠키(러시아어: Серге́й Вита́льевич Черне́цкий, 1990년 4월 9일~)는 러시아의 자전거 경기 선수이다. 현재 러시아의 UCI 프로팀인 가스프롬 루스벨로 소속으로 뛰고 있다. 유럽 U-23 트랙 선수권 대회에서 단체추발 금메달 2개를 획득했으며, 2013년에 노르웨이의 투르 데스 피요르스에서 우승을 차지했다. 2014년부터 러시아 성인 대표팀에 발탁되어 국제 대회에 참가했으며, 2016년 하계 올림픽에 참가했다.